# David di Donatello 2022

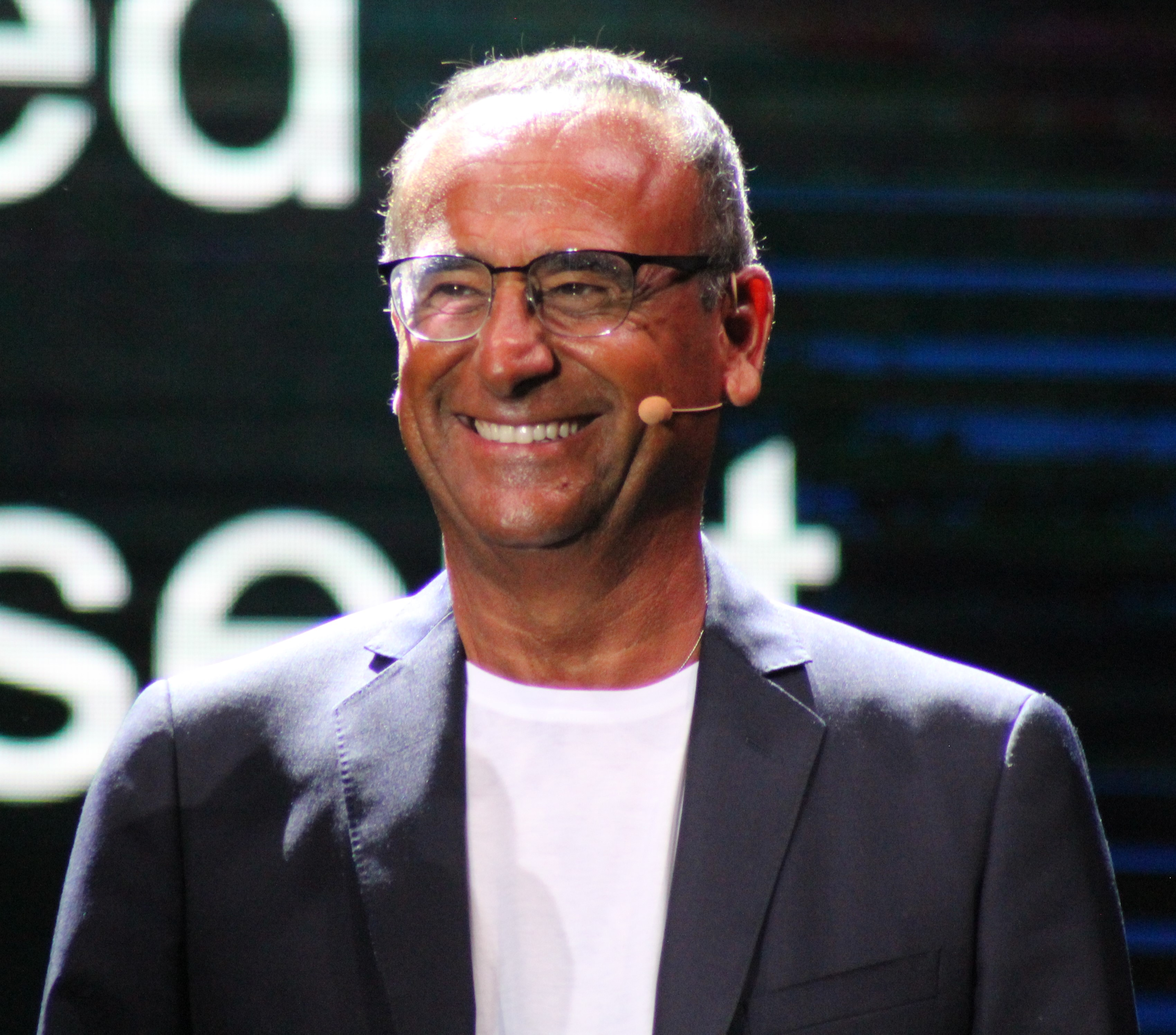
Il presentatore Carlo Conti

La premiazione della 67ª edizione dei David di Donatello si è svolta negli studi di Cinecittà a Roma, il 3 maggio 2022. 
L'evento è stato trasmesso su Rai 1 e presentato dal conduttore televisivo Carlo Conti, affiancato da Drusilla Foer. Le candidature sono state annunciate il 4 aprile 2022. I film che hanno ottenuto il maggior numero di candidature sono stati È stata la mano di Dio di Paolo Sorrentino e Freaks Out di Gabriele Mainetti, entrambi con 16 candidature, seguiti da Qui rido io con 14 candidature e le opere Ariaferma e Diabolik con 11 candidature ciascuna.
Freaks Out del regista Gabriele Mainetti è stato il film che si è aggiudicato il maggior numero di David (6), seguono poi i film È stata la mano di Dio (5), Ennio (3), Qui rido io e Ariaferma (2), Piccolo corpo, L'arminuta, A Chiara, I fratelli De Filippo e Diabolik (1). La categoria come miglior film internazionale è stata vinta dal film Belfast di Kenneth Branagh.
Durante la serata, è salito sul palco Umberto Tozzi, che si è esibito in un medley formato da Ti amo, Stella stai e Gloria.

## Vincitori e candidati
Miglior film 
- È stata la mano di Dio, regia di Paolo Sorrentino
- Ariaferma, regia di Leonardo Di Costanzo
- Ennio, regia di Giuseppe Tornatore
- Freaks Out, regia di Gabriele Mainetti
- Qui rido io, regia di Mario Martone

 Miglior regia 
- Paolo Sorrentino - È stata la mano di Dio
- Leonardo Di Costanzo - Ariaferma
- Giuseppe Tornatore - Ennio
- Gabriele Mainetti - Freaks Out
- Mario Martone - Qui rido io

 Miglior regista esordiente 
- Laura Samani - Piccolo corpo
- Gianluca Jodice - Il cattivo poeta
- Maura Delpero - Maternal
- Alessio Rigo de Righi e Matteo Zoppis - Re Granchio
- Francesco Costabile - Una femmina

 Migliore sceneggiatura originale 
- Leonardo Di Costanzo, Bruno Oliviero e Valia Santella - Ariaferma
- Jonas Carpignano - A Chiara
- Paolo Sorrentino - È stata la mano di Dio
- Nicola Guaglianone e Gabriele Mainetti - Freaks Out
- Mario Martone e Ippolita Di Majo - Qui rido io

 Migliore sceneggiatura adattata 
- Monica Zapelli e Donatella Di Pietrantonio - L'arminuta
- Manetti Bros. e Michelangelo La Neve - Diabolik
- Massimo Gaudioso, Luca Infascelli e Stefano Mordini - La scuola cattolica
- Filippo Gravino, Guido Iuculano e Claudio Cupellini - La terra dei figli
- Nanni Moretti, Federica Pontremoli e Valia Santella - Tre piani
- Lirio Abbate, Serena Brugnolo, Adriano Chiarelli e Francesco Costabile - Una femmina

 Miglior produttore 
- Andrea Occhipinti, Stefano Massenzi e Mattia Guerra per Lucky Red e Gabriele Mainetti per Goon Films con Rai Cinema - Freaks Out
- Jon Coplon, Paolo Carpignano, Ryan Zacarias e Jonas Carpignano per Stayblack Productions con Rai Cinema - A Chiara
- Carlo Cresto-Dina per Tempesta, Rai Cinema e Michela Pini per Amka Film Production - Ariaferma
- Paolo Sorrentino e Lorenzo Mieli - È stata la mano di Dio
- Nicola Giuliano, Francesca Cima e Carlotta Calori per Indigo Film con Rai Cinema - Qui rido io

 Migliore attrice protagonista 
- Swamy Rotolo - A Chiara
- Aurora Giovinazzo - Freaks Out
- Miriam Leone - Diabolik
- Maria Nazionale - Qui rido io
- Rosa Palasciano - Giulia

 Miglior attore protagonista 
- Silvio Orlando - Ariaferma
- Elio Germano - America Latina
- Franz Rogowski - Freaks Out
- Filippo Scotti - È stata la mano di Dio
- Toni Servillo - Qui rido io

 Migliore attrice non protagonista 
- Teresa Saponangelo - È stata la mano di Dio
- Susy Del Giudice - I fratelli De Filippo
- Cristiana Dell'Anna - Qui rido io
- Luisa Ranieri - È stata la mano di Dio
- Vanessa Scalera - L'arminuta

 Miglior attore non protagonista 
- Eduardo Scarpetta - Qui rido io
- Pietro Castellitto - Freaks Out
- Fabrizio Ferracane - Ariaferma
- Valerio Mastandrea - Diabolik
- Toni Servillo - È stata la mano di Dio

 Migliore autore della fotografia 
- Daria D'Antonio - È stata la mano di Dio (ex aequo)
- Michele D'Attanasio - Freaks Out (ex aequo)
- Paolo Carnera - America Latina
- Luca Bigazzi - Ariaferma
- Renato Berta - Qui rido io

 Miglior compositore 
- Nicola Piovani - I fratelli De Filippo
- Dan Romer e Benh Zeitlin - A Chiara
- Verdena - America Latina
- Pasquale Scialò - Ariaferma
- Pivio e Aldo De Scalzi - Diabolik
- Michele Braga e Gabriele Mainetti - Freaks Out

 Migliore canzone originale 
- La profondità degli abissi (musica e testo di Manuel Agnelli, interpretata da Manuel Agnelli) - Diabolik
- Faccio 'A Polka (musica di Nicola Piovani, testo di Nicola Piovani e Dodo Gagliarde, interpretata da Anna Ferraioli Ravel) - I fratelli De Filippo
- Just You (musica e testo di Giuliano Taviani e Carmelo Travia, interpretata da Marianna Travia) - L'arminuta
- Nei tuoi occhi (musica di Francesca Michielin e Andrea Farri, testo e interpretazione di Francesca Michielin) - Marilyn ha gli occhi neri
- Piccolo corpo (musica di Fredrika Stahl, testo di Laura Samani, interpretata da Celeste Cescutti e coro popolare) - Piccolo corpo

 Miglior scenografo 
- Massimiliano Sturiale e Ilaria Fallacara - Freaks Out
- Luca Servino e Susanna Abenavoli - Ariaferma
- Noemi Marchica e Maria Michela De Domenico - Diabolik
- Carmine Guarino e Iole Autero - È stata la mano di Dio
- Giancarlo Muselli, Carlo Rescigno, Laura Casalini e Francesco Fonda - Qui rido io

 Miglior costumista 
- Ursula Patzak - Qui rido io
- Ginevra De Carolis - Diabolik
- Mariano Tufano - È stata la mano di Dio
- Mary Montalto - Freaks Out
- Maurizio Millenotti - I fratelli De Filippo

 Miglior trucco 
- Diego Prestopino, Emanuele De Luca e Davide De Luca - Freaks Out
- Francesca Lodoli - Diabolik
- Vincenzo Mastrantonio - È stata la mano di Dio
- Maurizio Nardi - I fratelli De Filippo
- Alessandro D'Anna - Qui rido io

 Migliore acconciatura 
- Marco Perna - Freaks Out
- Alberta Giuliani - 7 donne e un mistero
- Giuseppina Rotolo - A Chiara
- Luca Pompozzi - Diabolik
- Francesco Pegoretti - I fratelli De Filippo

 Miglior montatore 
- Massimo Quaglia e Annalisa Schillaci - Ennio
- Affonso Gonçalves - A Chiara
- Carlotta Cristiani - Ariaferma
- Cristiano Travaglioli - È stata la mano di Dio
- Jacopo Quadri - Qui rido io

 Miglior suono 
- Ennio
- Ariaferma
- È stata la mano di Dio
- Freaks Out
- Qui rido io

 Migliori effetti speciali visivi 
- Stefano Leoni - Freaks Out
- Nuccio Canino - A Classic Horror Story
- Simone Silvestri - Diabolik
- Rodolfo Migliari - È stata la mano di Dio
- Rodolfo Migliari e Roberto Saba - La terra dei figli

 Miglior documentario 
- Ennio, regia di Giuseppe Tornatore
- Atlantide, regia di Yuri Ancarani
- Futura, regia di Alice Rohrwacher, Francesco Munzi e Pietro Marcello
- Marx può aspettare, regia di Marco Bellocchio
- Onde radicali, regia di Gianfranco Pannone

 Miglior cortometraggio 
- Maestrale, regia di Nico Bonomolo
- Diorama, regia di Camilla Carè
- L'ultimo spegne la luce, regia di Tommaso Santambrogio
- Notte romana, regia di Valerio Ferrara
- Pilgrims, regia di Farnoosh Samadi e Ali Asgari

 Miglior film internazionale 
- Belfast, regia di Kenneth Branagh
- Don't Look Up, regia di Adam McKay
- Drive My Car, regia di Ryūsuke Hamaguchi
- Dune, regia di Denis Villeneuve
- Il potere del cane, regia di Jane Campion

 David Giovani 
- È stata la mano di Dio, regia di Paolo Sorrentino
- Come un gatto in tangenziale - Ritorno a Coccia di Morto, regia di Riccardo Milani
- Diabolik, regia dei Manetti Bros.
- Ennio, regia di Giuseppe Tornatore
- Freaks Out, regia di Gabriele Mainetti

 David speciale 
- Giovanna Ralli - alla carriera
- Sabrina Ferilli
- Antonio Capuano

 David dello spettatore 
- Me contro Te - Il film: Il mistero della scuola incantata, regia di Gianluca Leuzzi - 805 559 spettatori[6]